# مستر

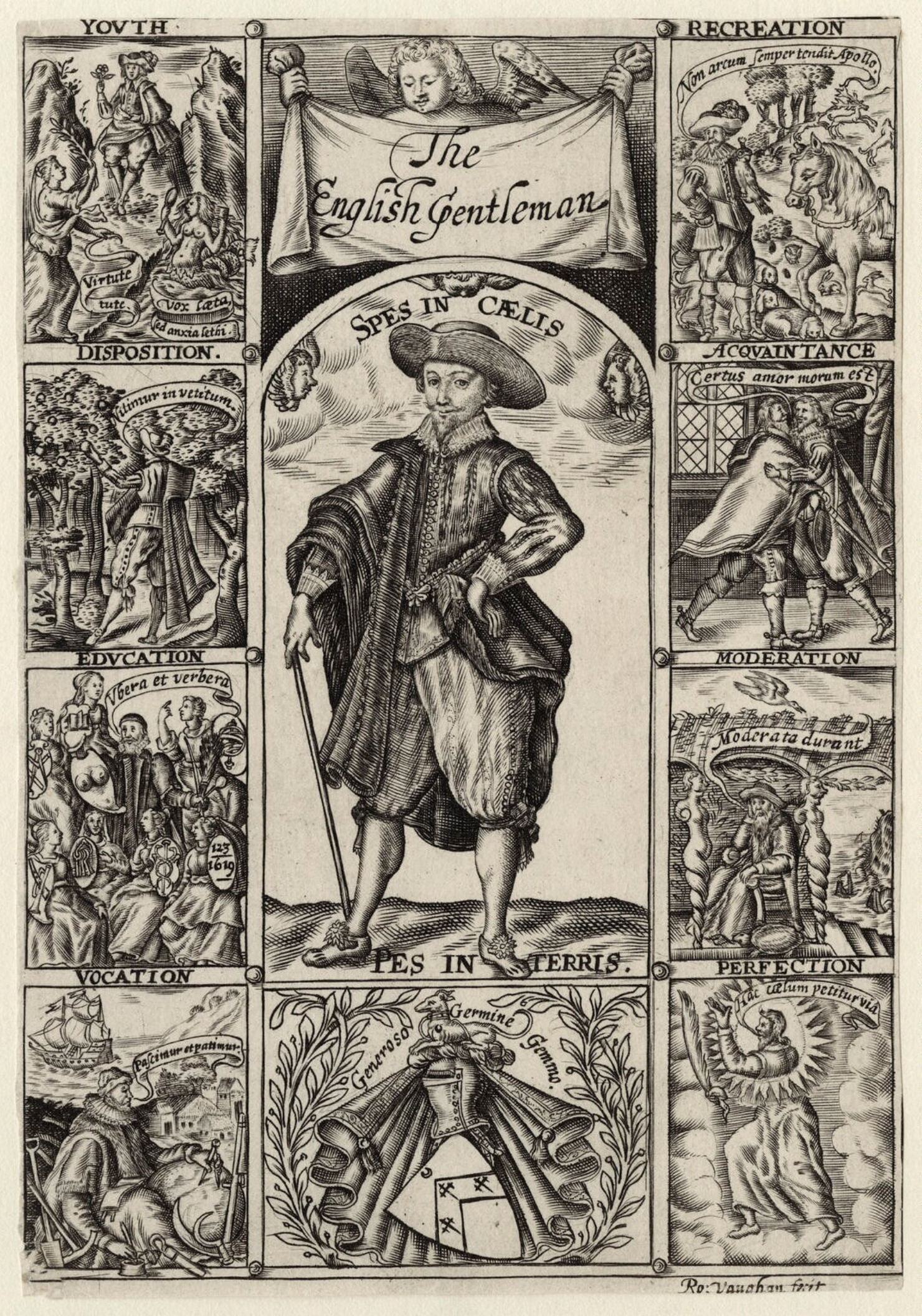

مستر (بالإنجليزية: Mr.)‏ وتعني "السيد"، هو لقب تشريفي إنجليزي، ويُكنى للرجال، وتُستخدم كلمة مسترز (بالإنجليزية: Misters)‏ للجمع وتعني "السادة"، غالباً يُستخدم المصطلح بشكلٍ غير محدد، وهو لفظ للاحترام، تاريخياً، كانت تُستخدم هذه الكلمة لتمييز بين أفراد الأسرة، تُقترن أحياناً مع بعض المناصب مثل (السيد الوزير، السيد الرئيس، السيد العدل، السيد العميد).